# Liste der Wappen Italiens

Lage Italiens

Die Liste der Wappen Italiens zeigt die Wappen der Regionen der Italienischen Republik. In dieser Liste sind die Wappen jeweils mit einem Link auf den Artikel über die Region und mit einem Link auf die Liste der Wappen der Provinzen in dieser Region angezeigt. Ausnahme ist die autonome Region Aostatal, die nicht in Provinzen untergliedert ist. Hier wird direkt auf die Liste der Wappen der Orte verlinkt.

## Wappen Italiens

Wappen der Republik Italien

## Wappen der Regionen Italiens

Abruzzen (Wappen der Provinzen)
Apulien (Wappen der Provinzen)
Aostatal (Wappen der Gemeinden)
Basilikata (Wappen der Provinzen)
Emilia-Romagna (Wappen der Provinzen)
Friaul-Julisch Venetien (Wappen der Gemeinden)
Kalabrien (Wappen der Provinzen)
Kampanien (Wappen der Provinzen)
Latium (Wappen der Provinzen)
Ligurien (Wappen der Provinzen)
Lombardei (Wappen der Provinzen)
Marken (Wappen der Provinzen)
Molise (Wappen der Provinzen)
Piemont (Wappen der Provinzen)
Sardinien (Wappen der Provinzen)
Sizilien (Wappen der Provinzen)
Toskana (Wappen der Provinzen)
Trentino-Südtirol (Wappen der Provinzen)
Umbrien (Wappen der Provinzen)
Venetien (Wappen der Provinzen)